# .io
.io е интернет домейн от първо ниво за Британската индоокеанска територия.
Администрира се от NIC.IO. Представен е през 1997 г.